# Versuchstier des Jahres
Seit 2003 ernennt der Bundesverband Menschen für Tierrechte in Zusammenarbeit mit seinen Mitgliedsvereinen das Versuchstier des Jahres. Hiermit will  der Tierrechtsverband auf das Leid der Tiere aufmerksam machen. Gleichzeitig fordert er eine verstärkte Förderung der tierfreien Forschung. Die Auszeichnung Versuchstier des Jahres wurde von 2003 bis 2010 vom Menschen für Tierrechte – Bundesverband der Tierversuchsgegner e.V. und seinem damaligen Mitgliedsverein animal 2000 – Menschen für Tierrechte Bayern e.V. verliehen. Seit 2011 verleiht diesen Titel nur noch Menschen für Tierrechte-Bundesverband der Tierversuchsgegner e.V. 

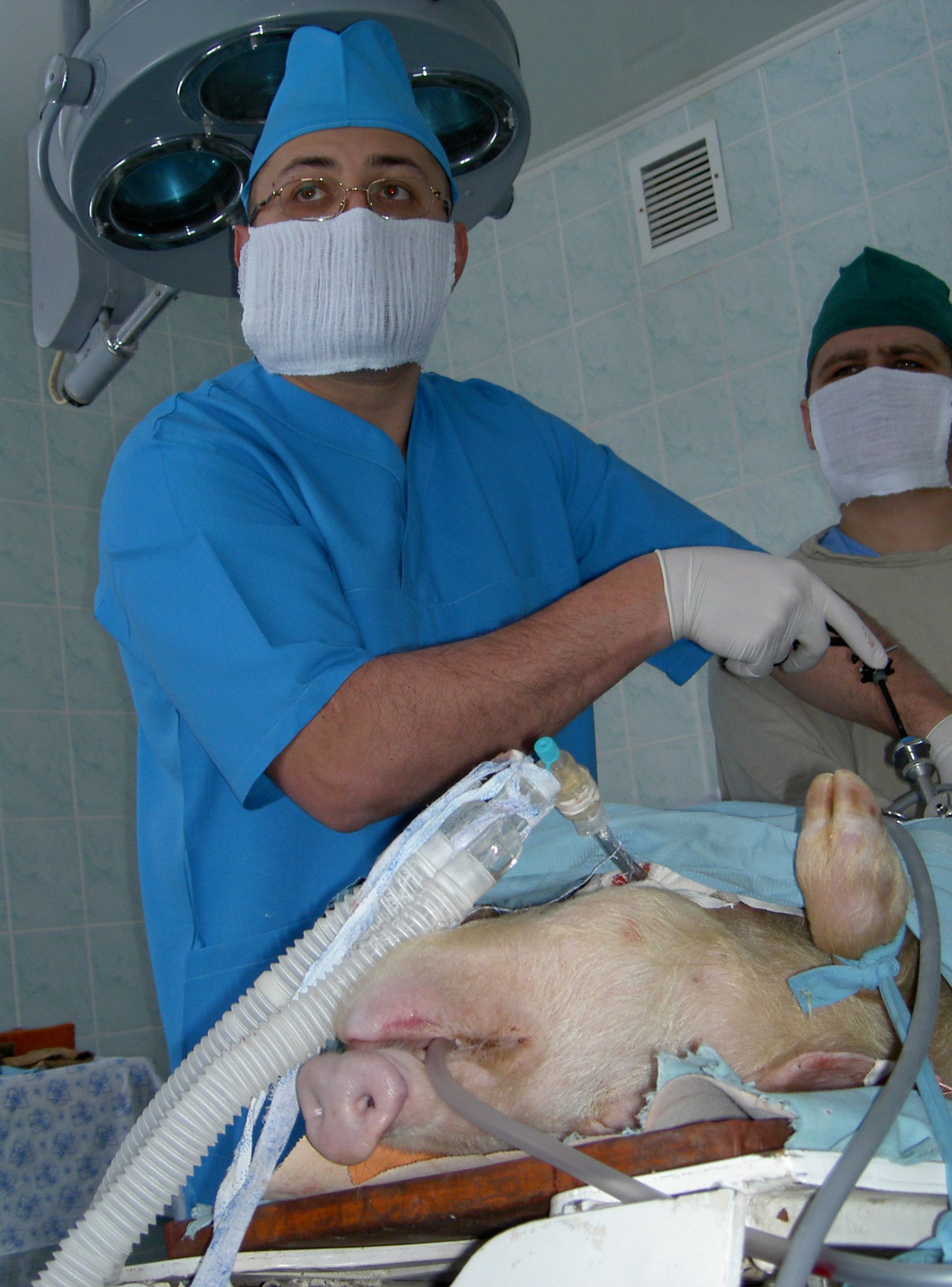
Versuchstier des Jahres 2024

## Bisherige Auszeichnungen
- 2003 Goldorfe im Fischtest
- 2004 Hausschwein
- 2005 Kaninchen im Augenreiztest
- 2006 1. Ratte im Alkoholversuch
- 2007 2. Ratte im Alkoholversuch
- 2008  Muschelmaus (Versuchstier zum Testen von für den menschlichen Gebrauch vorgesehene Muscheln auf vorhandene Giftstoffe)
- 2009 1. Javaneraffe siehe auch Pharmaforschung, neurologische Untersuchungen, sowie zum Lernverhalten
- 2010 2. Javaneraffe
- 2011 Krallenfrosch siehe auch Froschtest
- 2012 Atherosklerose-Maus
- 2013 Haushund Grundlagenforschung
- 2014 Makaken Giftstoffprüfung
- 2015 Hauskaninchen in der Impfstoffforschung
- 2016 Fisch in der Grundlagenforschung
- 2017 Ratte (2.) in der Grundlagenforschung, Giftstoffprüfung
- 2018 Frettchen in der Infektionsbiologie
- 2019 Maus in der Parkinson-Forschung
- 2020 Haushund (2.) im Medikamenten- und Chemikalientestung
- 2021 Kaninchen in der Pyrogentestung
- 2022 Goldhamster in der Infektionsforschung
- 2023 Hausmaus in der Autismusforschung
- 2024 Hausschwein in der Grundlagenforschung, Medikamententestung, Aus-, Fort- und Weiterbildung im Medizinstudium